# Tomonori Tateishi
Tomonori Tateishi (立石 智紀?, Tateishi Tomonori; Prefettura di Chiba, 22 aprile 1974) è un ex calciatore giapponese, di ruolo portiere.

## Palmarès

### Individuale
- Miglior giocatore della Coppa J. League: 1

2005